# Backdrop Ridge
Backdrop Ridge är en bergstopp i Antarktis. Den ligger i Östantarktis. Nya Zeeland gör anspråk på området. Toppen på Backdrop Ridge är 915 meter över havet.
Terrängen runt Backdrop Ridge är kuperad åt sydost, men åt nordväst är den bergig. Terrängen runt Backdrop Ridge sluttar österut. Trakten är obefolkad. Det finns inga samhällen i närheten. 